# Kaanapali
Kaanapali és una concentració de població designada pel cens dels Estats Units a l'estat de Hawaii. Segons el cens del 2000 tenia 1.375 habitants.

## Demografia
Segons el cens del 2000, Kaanapali tenia 1.375 habitants, 537 habitatges, i 381 famílies La densitat de població era de 109,19 habitants per km².
Dels 537 habitatges en un 20,5% hi vivien nens de menys de 18 anys, en un 59,4% hi vivien parelles casades, en un 7,3% dones solteres, i en un 29,1% no eren unitats familiars. En el 16,6% dels habitatges hi vivien persones soles el 6,0% de les quals corresponia a persones de 65 anys o més que vivien soles. El nombre mitjà de persones vivint en cada habitatge era de 2,56 i el nombre mitjà de persones que vivien en cada família era de 2,73.
Per edats la població es repartia de la següent manera: un 16,3% tenia menys de 18 anys, un 3,3% entre 18 i 24, un 30,6% entre 25 i 44, un 33,9% de 45 a 64 i un 15,9% 65 anys o més.
L'edat mediana era de 44,8 anys. Per cada 100 dones hi havia 111,54 homes. Per cada 100 dones de 18 o més anys hi havia 113,54 homes.
La renda mediana per habitatge era de 79.288 $ i la renda mediana per família de 86.647 $. Els homes tenien una renda mediana de 48.393 $ mentre que les dones 41.625 $. La renda per capita de la població era de 48.506 $. Aproximadament l'1,6% de les famílies i el 2,7% de la població estaven per davall del llindar de pobresa.

## Poblacions més properes
El següent diagrama mostra les poblacions més properes.